# Mata-Utu
Mata-Utu (en wallisien : Matāʻutu) est une localité française qui n'a pas le statut de commune mais le statut de village, située sur l'île Wallis dans l'archipel de Wallis-et-Futuna, dont elle est le chef-lieu. Elle est la plus grande localité de l'archipel avec ses 984 habitants en 2023 et y comporte la plupart des administrations et infrastructures. 

## Géographie

### Situation et description
Mata-Utu est située sur la côte est de l'île de Wallis, au bord de la baie de Mata-Utu. Administrativement, Mata-Utu fait partie du district de Hahake, au centre de l'île, dont elle est également le chef-lieu.

### Communes limitrophes
| Baie d'ouest    | Aka'aka  | Luaniva et Fugalei |
| Ahoa            | Mata Utu | Baie de Mata Utu   |
| Océan Pacifique | Falaleu  | Océan Pacifique    |

Les villages avoisinants sont Aka'aka au nord et Ahoa au sud. 

### Îles et îlots
- Nukuhifala, composé de nuku, un terme présent dans de nombreuses langues polynésiennes signifiant « terre »[2], « île » ou « sol sableux »[3].

### Climat
Comme le reste de l'île, le climat de Mata-Utu est équatorial.

## Urbanisme

### Voies de communication et transports

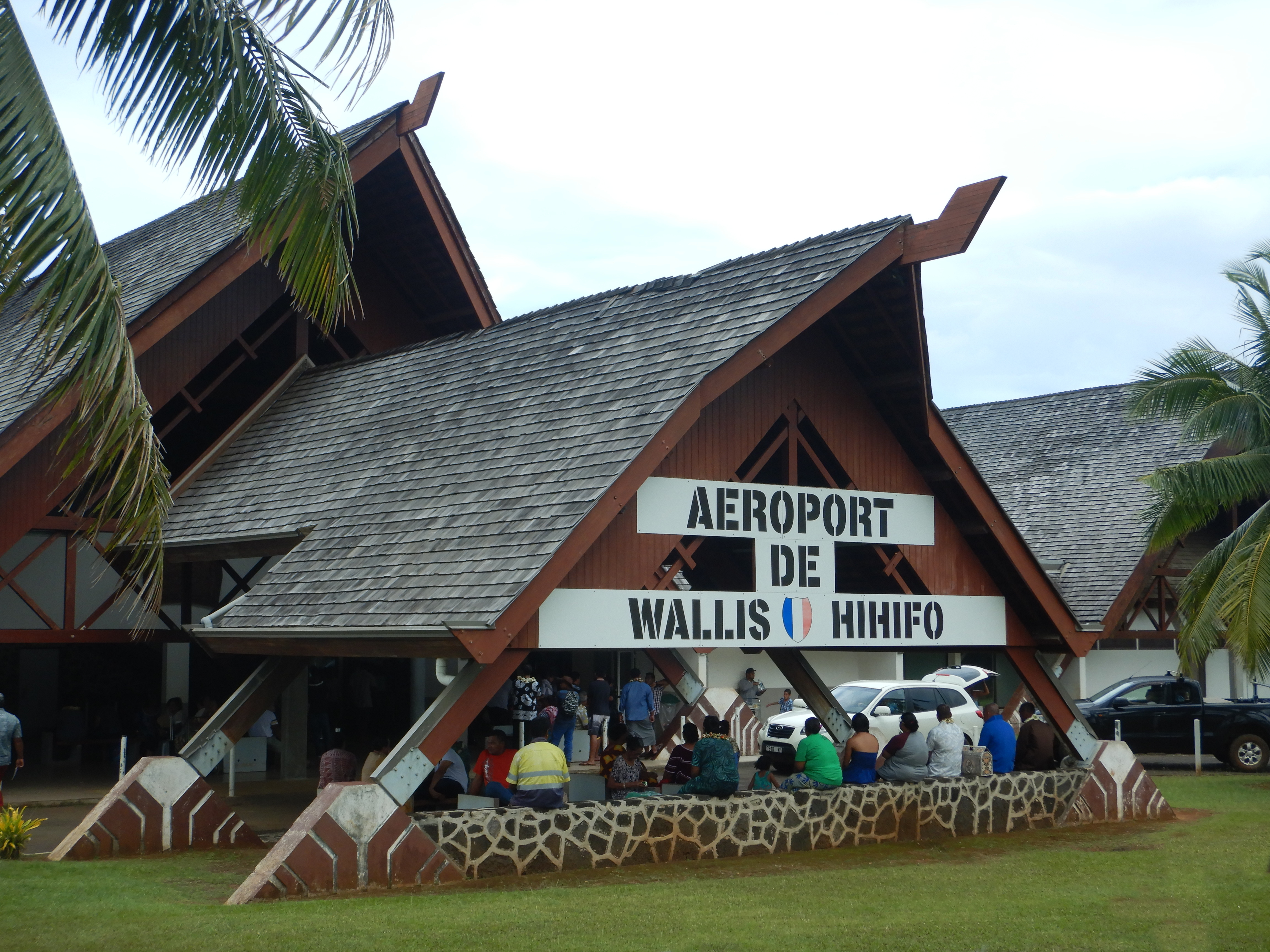
L'Aéroport de Wallis Hihifo, à 6 km de Mata-Utu.

#### Infrastructures routières
Mata-Utu est traversée du nord au sud par la route territoriale 1 (RT1), qui fait le tour de l'île de Wallis. La RT3 relie Mata-Utu à Falemei, à l'ouest de l'île. La RT4 relie Mata-Utu à Liku, plus au nord, par Afala. 

#### Transport maritime
La passe Honikulu, au sud du lagon de Wallis, mène par un chenal balisé au wharf de Mata-Utu qui permet de ravitailler toute l'île par cargos.

#### Transport aérien
Mata-Utu est reliée par la route à l'aéroport de Wallis Hihifo, à 6 km au nord. Il est desservi par la compagnie calédonienne Aircalin, qui possède une agence dans la ville. L'aéroport est le plus grand du territoire et relie Wallis à Futuna et à Nouméa.

### Hameaux, lieux-dits et écarts
À Wallis, les villages sont divisés en plusieurs sections (des « classes », kalasi) qui se complètent ou se relaient dans toutes les entreprises collectives et pour l’organisation des cérémonies. Parmi ces kalasi se trouvent des zones résidentielles nommées api.

#### Api
Gutuotepa, Tufu'mahina, Talikitoga.

## Toponymie
En wallisien, le nom de la ville est Matāʻutu (prononcé : /mataːʔutu/). En français, la transcription « Mata-Utu » est notamment donnée par le code des collectivités d'outre-mer de l'Institut national de la statistique et des études économiques (Insee), et par le décret qui en fait le chef-lieu du territoire. L'Institut d'émission d'outre-mer écrit « Mata’Utu ».
Plusieurs villages des Samoa (à Upolu et à Savai'i) portent également le nom de Matautu (en).

## Histoire

### XIXesiècle, début de l'urbanisation

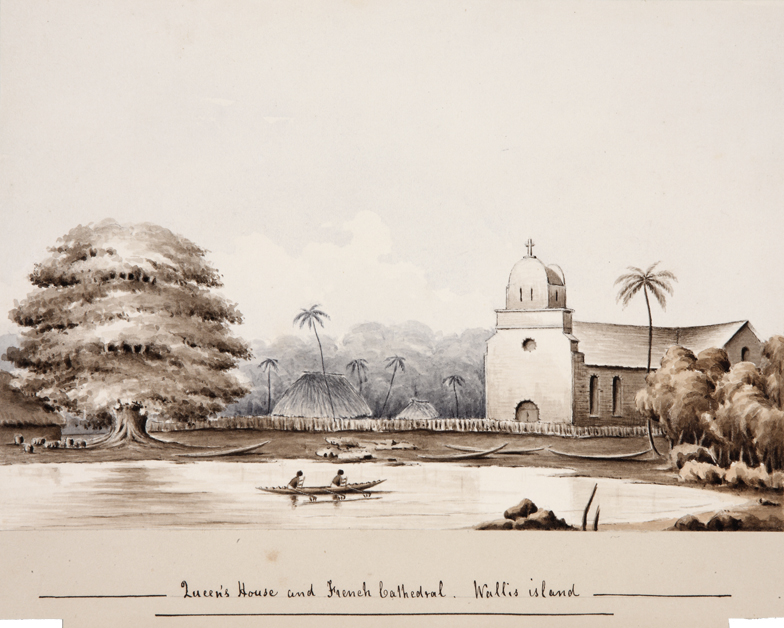
Gravure de la cathédrale en 1862 par Dr Fasken.

L'histoire de la ville de Mata-Utu est assez courte par son urbanisation assez tardive. Ce qui est initialement un village du nom de Mala'evaka s'agrandit avec la christianisation de Wallis dans les années 1840 puis avec l'implantation de l'administration française à partir de 1888 et le protectorat de Wallis-et-Futuna.
Les missionnaires maristes ont beaucoup participé au développement de l'actuel chef-lieu avec la construction de la cathédrale Notre-Dame-de-l'Assomption de Mata-Utu en 1857. Vingt ans plus tard, en 1876, la construction du palais royal d'Uvea permettant d'implanter totalement le roi coutumier (Lavelua) dans la ville. À partir de 1888 et le début du protectorat, les résidents de France s'installent à Mata-Utu. À cette époque, l'urbanisation est encore très faible. Un débarcadère est installé pour permettre aux navires d'accoster.

### Post Seconde Guerre mondiale

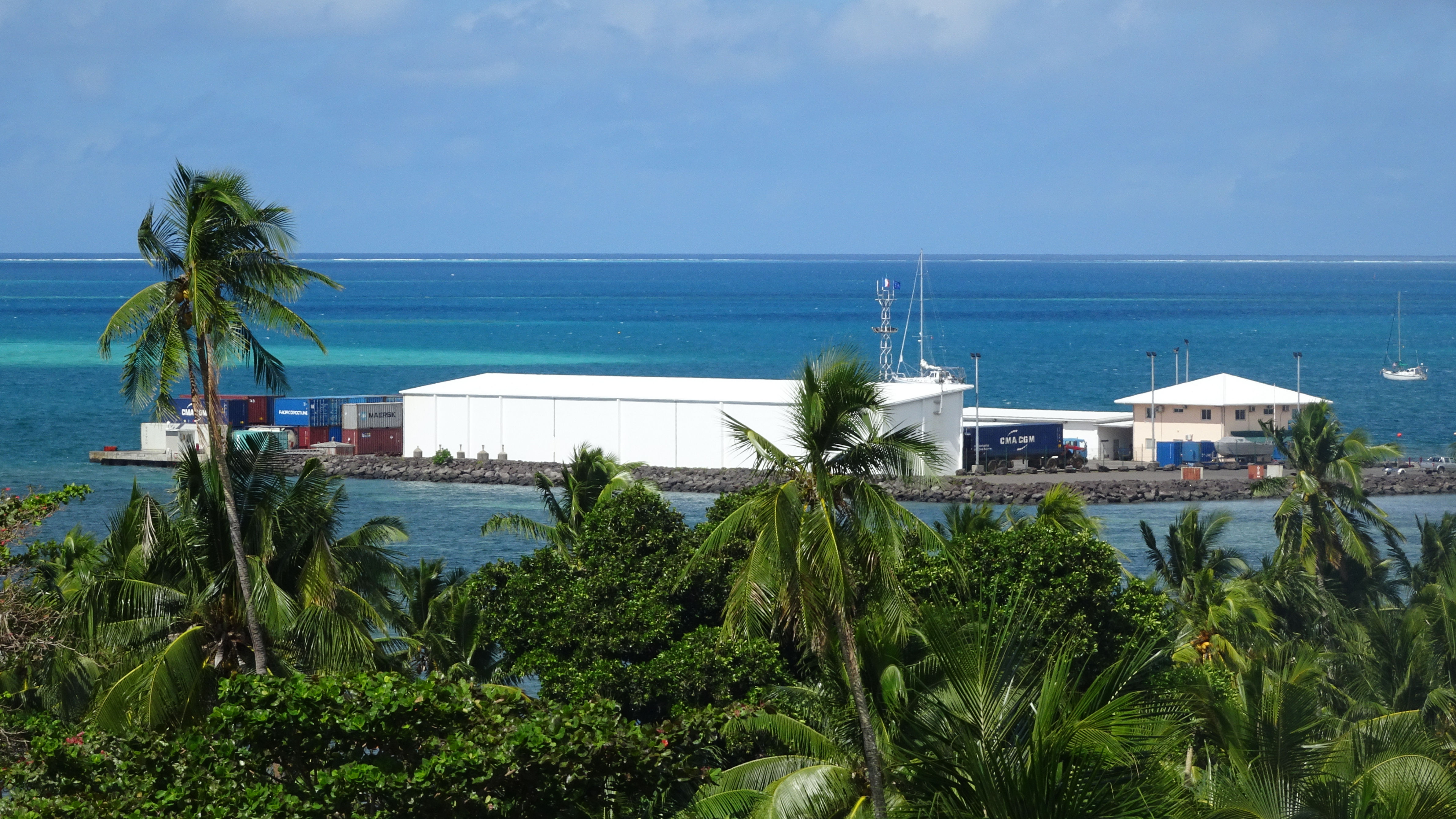
Le wharf (quai) de Mata-Utu construit en 2013 est le point d'entrée de l'essentiel des marchandises qui sont importées à Wallis.

Lors de la Seconde Guerre mondiale, l'armée américaine investit Wallis à partir de mai 1942 et bâtit de nombreuses infrastructures. On note notamment l'aménagement de routes et surtout la création d'une piste d'aviation pour bombardiers qui se devient en 1957 l'aéroport de Wallis-Hihifo. Au départ des Américains en 1944 et dans les années qui suivent, le coût financier pour entretenir ces infrastructures est important et ce sujet crée des tensions au sein des rois coutumiers. Le statut de Wallis-et-Futuna de 1961 acte la fin du protectorat et instaure le territoire d'outre-mer de Wallis-et-Futuna. Plusieurs institutions s'implantent alors à Mata-Utu : l'administration supérieure, la Banque de Wallis-et-Futuna à Mata-Utu en 1991 et un an plus tard celle de la maison d'arrêt de Mata-Utu. En 1999, Mata-Utu est officiellement désigné chef-lieu du territoire, par décret.
Depuis la fin du XXe siècle et le début du XXIe siècle, Mata-Utu cherche à s'ouvrir à l'Océanie avec l'agrandissement de l'aéroport en 1967. On retrouve également l'envie du territoire d'accueillir avec l'organisation des Mini-Jeux du Pacifique de 2013 mais aussi l'extension du wharf la même année permettant de meilleurs échanges maritimes avec l'extérieur.

## Politique et administration
Mata-Utu est le chef-lieu du territoire d'outre-mer de Wallis-et-Futuna : outre le palais royal d'Uvea, elle abrite l'administration supérieure de la collectivité ainsi que le tribunal de première instance, le tribunal du travail, le tribunal de commerce, son unique tribunal administratif ainsi que sa maison d'arrêt. L'Institut d'émission d'outre-mer possède une agence dans la localité. L'hôpital de Sia est également situé à Mata-Utu. On y retrouve aussi le vice-rectorat des îles Wallis-et-Futuna ainsi que la gendarmerie et une caserne de pompiers de l'île wallisienne.

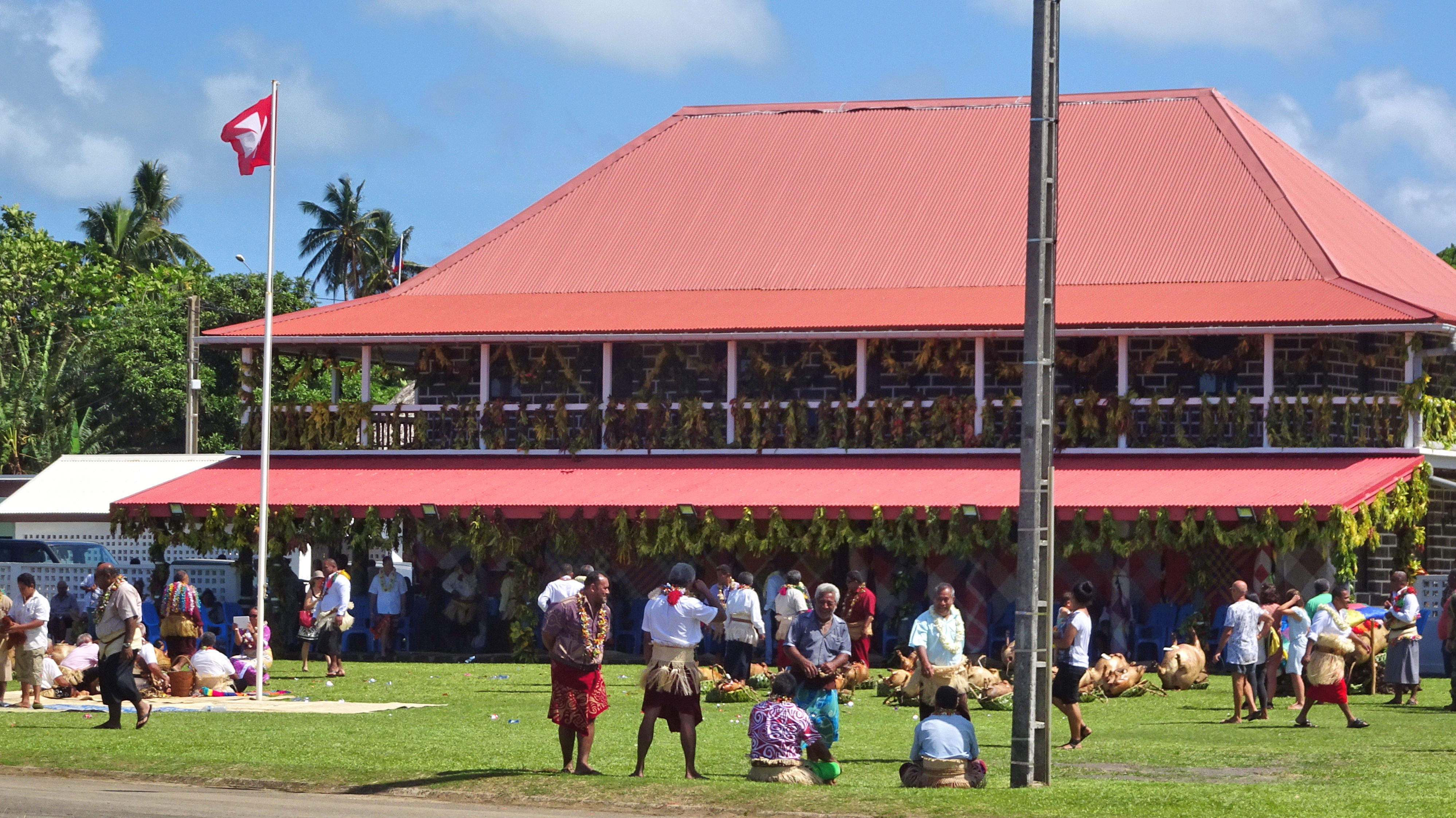
Palais royal d'Uvea, résidence du Lavelua.

### Circonscription
Le territoire est représenté à l'Assemblée nationale par le député du groupe Renaissance Mikaele Seo depuis 2022. Au Sénat, le territoire est représenté depuis 2020 par le sénateur apparentée Renaissance Mikaele Kulimoetoke.

### Chef de village
| Période                                  | Période         | Identité                   | Étiquette | Qualité |
| ---------------------------------------- | --------------- | -------------------------- | --------- | ------- |
| Les données manquantes sont à compléter. |                 |                            |           |         |
| 7 octobre 1974                           | ?               | Falakiko Tufele            |           |         |
| Les données manquantes sont à compléter. |                 |                            |           |         |
| ?                                        | 14 janvier 2016 | Nikola Vaitanoa            |           |         |
| 22 mai 2016                              | 2021            | Atelea Vaitotai Mautamakia |           |         |
| 15 août 2021                             | En cours        | Soane Paagalua             |           |         |

## Population et société

### Démographie
En 2018, Mata-Utu compte 1 029 habitants. Il s'agit de la localité la plus importante de tout le territoire de Wallis-et-Futuna, rassemblant 9 % de la population du territoire, 12 % de celui de Wallis et 30 % du district de Hahake. Depuis 1990, comme partout dans le territoire à chaque recensement, Mata-Utu perd légèrement des habitants. En 28 ans, le chef-lieu a perdu un total de 193 habitants qui, pour une grande partie, ont migré pour la Nouvelle-Calédonie.
| 1976 | 1983 | 1990  | 1996  | 2003  | 2008  | 2013  | 2018  | 2023 |
| ---- | ---- | ----- | ----- | ----- | ----- | ----- | ----- | ---- |
| 558  | 815  | 1 222 | 1 137 | 1 191 | 1 126 | 1 075 | 1 029 | 984  |

## Économie

### Échanges portuaires
Le bateau de croisières du Club Méditerranée, appelé Club Med 2, est immatriculé à Mata-Utu. Le nom de la province apparaît donc sur la poupe, au-dessous du nom du bateau. Un autre bateau de croisière pouvant sillonner les mers arctiques et antarctiques nommé Le Boréal de la compagnie Ponant est également immatriculé à Mata-Utu. Ses trois navires-jumeaux, L'Austral, Le Soléal et Le Lyrial le sont également[réf. souhaitée]. Les nouveaux yacht de croisière de cette compagnie sont également immatriculés à Mata-Utu ; il s’agit des bateaux nommés Le Laperouse, Le Champlain Le Bougainville et également Le Dumont d'Urville[réf. nécessaire].

## Culture locale et patrimoine

### Lieux et monuments
Le centre de Mata-Utu est dominé par la cathédrale Notre-Dame-de-l'Assomption, proche du palais royal d'Uvea. La ville compte aussi un musée, le Uvea Museum Association qui retrace l'histoire de Wallis-et-Futuna pendant la Seconde Guerre mondiale. Près de la localité se situent deux sites archéologiques : le fort Talietumu et Tonga Toto. Mata-Utu est le siège du diocèse de Wallis-et-Futuna de l'Église catholique romaine.

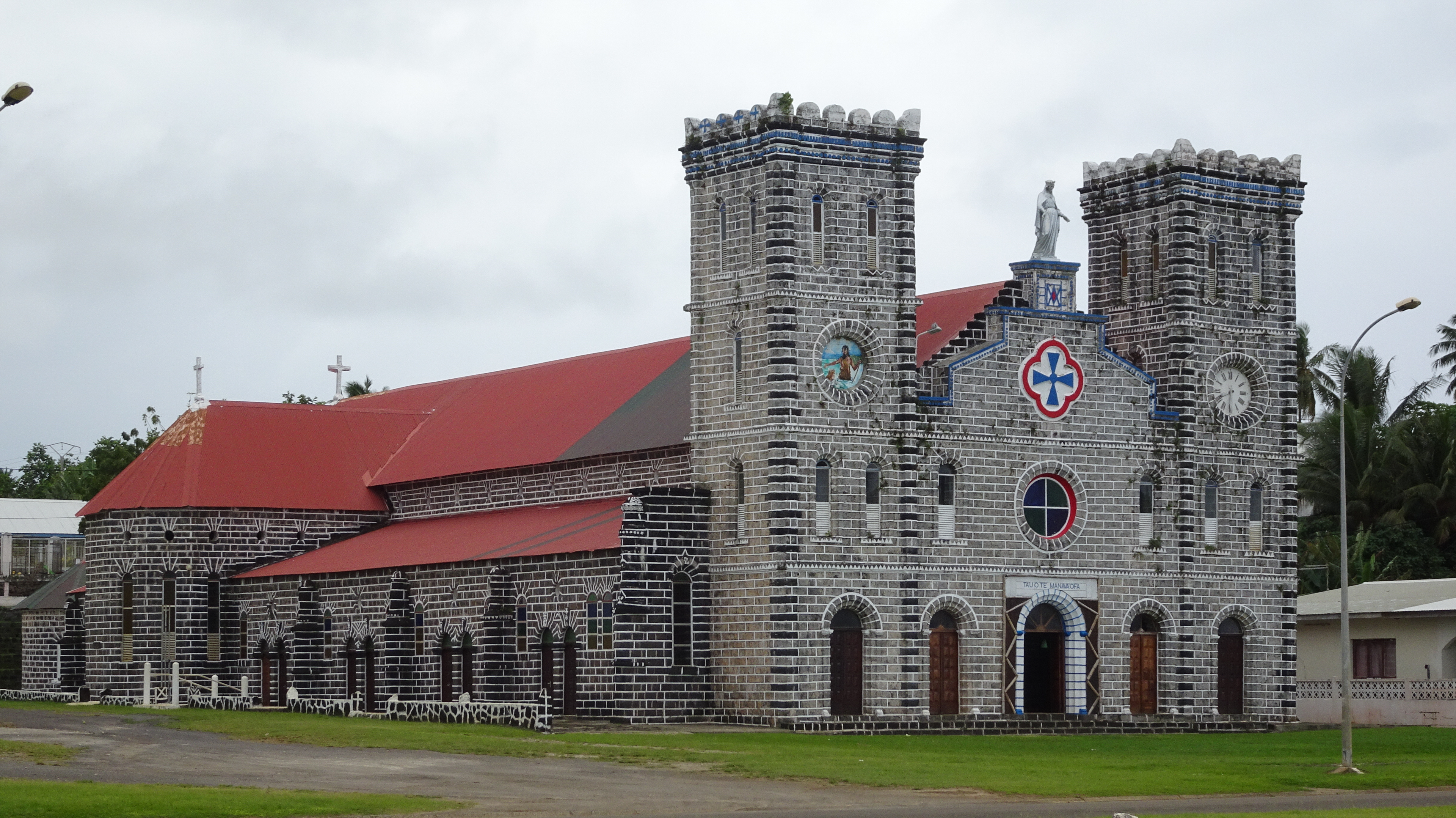
Cathédrale Notre-Dame-de-l'Assomption de Mata-Utu
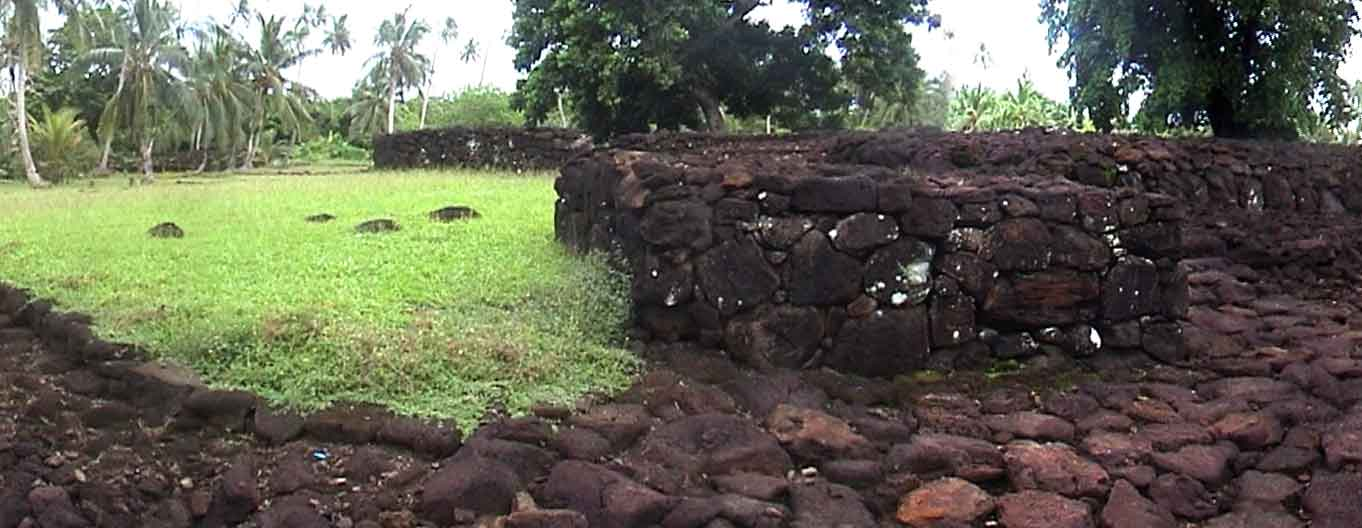
Ruines de fort Talietumu.